# Anil Dhirubhai Ambani Group
La Anil Dhirubhai Ambani Group è una potente holding fondata da Anil Ambani nel 2006.

## Storia
Anil Ambani è figlio del magnate Dhirubhai Ambani, il fondatore della Reliance Commercial, alla sua morte lui e il fratello Mukesh Ambani hanno ereditato il vasto impero industriale, ma dopo alcuni anni di dirigenza comune hanno deciso di separare le attività, Mukesh ha continuato a possedere le aziende del settore chimico, petrolchimico e petrolifero sotto il nome di Reliance Industries Limited, mentre Anil ha preso le redini del settore delle telecomunicazioni, energia e investimenti, costituendo la Anil Dhirubhai Ambani Group e facendovi confluire le sue attività.

## Proprietà principali
- Reliance Capital
  - Reliance Mutual Fund
  - Reliance General Insurance
  - Reliance Life Insurance
  - Reliance Money
- Reliance Communications
- Reliance Infrastructure
- Reliance Entertainment